# Naria ocellata
Espèce
Synonymes
- Cypraea ocellata Linnaeus, 1758
- Erosaria ocellata (Linnaeus, 1758)

Répartition géographique
Naria ocellata (autrefois appelée Cypraea ocellata ou Erosaria ocellata) est une espèce de mollusques gastéropodes de la famille des Cypraeidae.

## Description
- Taille : De 20 à 30 mm. Peut atteindre 6 cm de diamètre[1].

## Répartition
Inde et Sri Lanka.